# 毛晋
毛晋（1599年—1659年）。原名凤苞，後改名晉，字子晋，号潜在，隱湖，室名綠君亭、汲古閣，江蘇常熟昆承湖七星橋（亦名曹家濱）人（今江苏常熟），明末藏书家，以其汲古閣刻書留名于世。

## 生平
万历二十七年（1599年）正月五日出生，早年師從錢謙益。十三岁为诸生，二十六岁选为博士弟子员，此后春闱失意。家藏图书八万四千余册，多为宋、元刻本，建汲古阁、目耕楼藏之。曾校刻《十三经》、《十七史》、《津逮秘书》、《六十种曲》等书，流布甚广，居历代私家刻书者之首。尤嗜好抄录罕见秘籍，缮写精良，后人称为“毛钞”。编著甚多，有《毛诗陆疏广要》、《苏米志林》、《海虞古今文苑》、《毛诗名物考》、《明诗纪事》、《隐湖题跋》等。
毛晉終生致力於刻書。他在刻完《十三經》、《十七史》之後說：“回首丁卯至今三十年，卷帙從衡，丹黃紛雜，夏不知暑，冬不知寒，晝不知出戶，夜不知掩扉，迄今頭顱如雪，目睛如霧，尚不休者，惟懼負吾母讀盡之一言也。”晚年時，曾對其子毛扆說：“吾縮衣節食，遑遑然以刊書𤔡急務，今板逾十萬，亦云多矣。”

## 家族
毛晉共有五子，即毛襄、毛褒、毛袞、毛表、毛扆。幼子毛扆更繼承父業，繼續刻書。